# كريغ مور
كريغ أندرو موور (بالإنجليزية: Craig Moore)‏، من مواليد 12 ديسمبر 1975 في سيدني في أستراليا، لاعب كرة قدم أسترالي.
بدأ مسيرته الكروية مع نادي رينجرز الإسكتلندي في عام 1993، ولعب معهم حتى عام 1998، وشارك معهم في 65 مباراة وسجل 4 أهداف، وفي موسم 1998/1999 انتقل إلى نادي كريستال بالاس الإنجليزي، ولعب معهم 23 مباراة وسجل 3 أهداف، وفي عام 1999 انتقل إلى نادي رينجرز الإسكتلندي، ولعب معهم حتى عام 2005، وشارك معهم في 108 مباريات وسجل 10 أهداف، وفي عام 2005 لعب مع نادي بروسيا مونشنغلادباخ الألماني، وشارك معهم في 13 مباراة وسجل هدف واحد، ومنذ عام 2005 وهو يلعب مع نادي نيوكاسل يونايتد الإنجليزي.
و قد بدأ باللعب مع منتخب أستراليا لكرة القدم في عام 1995.
و مثل القائد السابق لمنتخب أستراليا لكرة القدم، كريغ مور، أمام محكمة في دبي حيث أوقف لـ«تورطه، وهو في حالة سكر، بمشادة مع الشرطة».
وأطلق مور، بكفالة بعد إيقافه في دبي، بانتظار مثوله أمام القضاء، بحسب ما أضافت تقارير صحفية، دون إعطاء أي تفاصيل إضافية.
وأشارت وزارة الشؤون الخارجية الأسترالية في بيان لها، «تحدث معه هاتفياً موظفون قنصليون في السفارة الأسترالية في أبوظبي في 16 سبتمبر، وأكد انه بحال جيدة».
واعتزل مور (34 عاما) مدافع غلاسغو رينجرز الإسكتلندي ونيوكاسل الإنكليزي سابقاً في يوليو الماضيبعد مونديال 2010. وخاض مور، الذي عانى 2008 من ورم سرطاني في خصيتيه، 52 مباراة دولية مع منتخب أستراليا وسجل 3 أهداف لسوكروز.

## روابط خارجية
- كريغ مور على موقع الاتحاد الدولي (مؤرشف)  (الإنجليزية)
- كريغ مور على موقع قاعدة بيانات كرة القدم.إي يو (الإنجليزية)
- كريغ مور على موقع ناشيونال فوتبول تيمز (الإنجليزية)
- كريغ مور على موقع Soccerbase.com (لاعب) (الإنجليزية)
- كريغ مور على موقع Soccerway.com (الإنجليزية)
- كريغ مور على موقع عالم كرة القدم.نت (الإنجليزية)
- كريغ مور على موقع كووورة
- كريغ مور على موقع أوليمبيديا (الإنجليزية)
- كريغ مور على موقع اللجنة الأولمبية الأسترالية (الإنجليزية)